# Krasni Bor
Krasni Bor (en ruso: Кра́сный Бор) es una localidad urbana (górod) en el raión de Tosno del óblast de Leningrado, en Rusia. Está localizada a 20 km del sureste de San Petersburgo. Cuenta con una población de 4917 habitantes (2010)
Desde 1935 se fundaron asentamientos en lo que hoy es Krasni Bor. Durante la Segunda Guerra Mundial, fue ocupada por las tropas alemanas. En 1943, tuvo lugar aquí la batalla de Krasni Bor. 

## Medios de transporte
La ciudad cuenta con una estación de la línea de ferrocarril Moscú-San Petersburgo. El nombre de su estación es "Popovka", por ello, muchos habitantes locales se refieren a la ciudad con este nombre coloquial.

## Evolución demográfica
| Censo | 1926  | 1939   | 1949 | 1959  | 1970  | 1979  | 1989  | 2002  | 2010  |
| ----- | ----- | ------ | ---- | ----- | ----- | ----- | ----- | ----- | ----- |
| Pob.  | 3.623 | 12.136 | 895  | 7.551 | 8.189 | 7.585 | 5.791 | 4.877 | 4.917 |